# Jimmy Giraudon
Jimmy Giraudon (La Rochelle, Francia, 16 de enero de 1992) es un futbolista francés que juega de defensa en el U. S. Orléans del Championnat National.

## Trayectoria
Natural de la localidad de La Rochelle, se formó en las categorías inferiores del Chamois Niortais F. C., con el que consiguió ascender del Championnat National a la Ligue 2. Luego pasó por el Grenoble Foot 38 hasta llegar en 2016 al E. S. Troyes A. C.
En su primer año lograron el ascenso a la Ligue 1, aunque descendieron tras una temporada. Volvieron a la máxima categoría, siendo ya capitán de un equipo en el que jugó casi de doscientos partidos en los que anotó dos tantos.
El 31 de enero de 2022 fue cedido al C. D. Leganés hasta el final de la temporada. Tras la misma ya no regresó a Troyes y fichó por el A. S. Saint-Étienne para los dos siguientes años.
El 11 de julio de 2024 se unió al U. S. Orléans con un contrato por dos temporadas.

## Clubes
| Club                   | País    | Año       |
| ---------------------- | ------- | --------- |
| Chamois Niortais F. C. | Francia | 2010-2012 |
| Grenoble Foot 38       | Francia | 2012-2016 |
| E. S. Troyes A. C.     | Francia | 2016-2022 |
| C. D. Leganés (cedido) | España  | 2022      |
| A. S. Saint-Étienne    | Francia | 2022-2023 |
| U. S. Orléans          | Francia | 2024-     |